# Вологодская областная юношеская библиотека имени В. Ф. Тендрякова
Вологодская областная юношеская библиотека им. В. Ф. Тендрякова — молодёжная библиотека в Вологде. В 2010 году книжный фонд библиотеки составлял более 121 тысячи томов, электронный каталог — 54 тысячи записей.

## История
Библиотека основана в Вологде 12 января 1939 года и первоначально занимала первый этаж старинного здания XIX века на проспекте Победы, 9. В 1976 году библиотеке присвоен статус областной. Появились новые отделы, увеличился штат сотрудников. В 1970-е годы созданы юношеские кафедры и группы в районных и городских библиотеках Вологодской области. 13 сентября 1985 года библиотеке было присвоено имя писателя В. Ф. Тендрякова. Выбор этого писателя был связан не только с тем, что он являлся уроженцем Вологодской области, а его труды изданы на 27 языках мира, но и с тем, что многие из его произведений были обращены к молодёжи. 3 сентября 1993 года областная юношеская библиотека им. В. Ф. Тендрякова открыла свой филиал в здании на улице Маршала Конева, 6.

В 2008 году областная юношеская библиотека стала членом Российской библиотечной ассоциации.

## Книжный фонд
Книжный фонд библиотеки на 2011 год насчитывал более 121 тысячи томов, электронный каталог — 54 тысячи записей. В читальном зале содержится справочная литература, словари, энциклопедии, научные и учебные издания, более 100 наименований периодических изданий, пользующиеся повышенным спросом у молодёжи и школьников.

## Деятельность библиотеки
Библиотека работает по нескольким долгосрочным целевым программам, среди них — «Развитие библиотечного дела в Вологодской области» и «Комплексные меры противодействия злоупотреблению наркотиками и их незаконному обороту», целью которых было пополнение и обновление фондов, внедрение информационных технологий, обеспечение сохранности книжных фондов, повышение качества профессионального образования. В последние годы была создана мобильная электронная библиотека, фондом которой могут пользоваться читатели в любом населенном пункте Вологодской области.

Значительную часть своей деятельности библиотека посвящает мероприятиям по духовно-нравственному и патриотическому воспитанию молодого поколения. Для привлечения в библиотеку вологодской молодёжи созданы два новых структурных подразделения:
- Сектор профориентации — для формирования у молодых людей ценности труда и трудовых традиций.
- Молодёжный информационно-просветительский центр «Шиповник» — для формирования элементов гражданского общества путём приобщения молодёжи к правовой культуре, воспитание молодых граждан в духе патриотизма, толерантности, уважения к истории своей страны, к родному городу средствами библиотеки.

Реализуются проекты «У солдата — выходной!», «Читальный зал под открытым небом», «Пусть всегда цветёт шиповник».
Регулярно проводятся встречи писателями, журналистами, психологами, организуются краеведческие праздники, проходят обсуждения актуальных проблем современности.
Проводятся выставки, центральной из которых является «Владимир Тендряков в XXI веке».
В 2016 году была присоединена к Вологодской Областной Универсальной Научной библиотеке. В настоящее время работу с молодежью осуществляет Юношеский центр имени В. Тендрякова.